# Jakob Stenius l'ainé
Jakob Stenius l'ainé (finnois : Jakob Stenius vanhempi) dit Korpi-Jaakko (né le 14 mars 1704 à Pirkkala – décédé le 20 janvier 1766 à Pielisjärvi) est un vicaire de la paroisse luthérienne de Pielisjärvi en Finlande.

## Biographie
Jakob Stenius l'ainé développe l'agriculture, défriche les tourbières à épinette et transforme les terres arables en prairies.
Il contribue à l'éducation du public obtenant l’affectation d'un maître pour l'école paroissiale de Pielisjärvi.
En 1740, Stenius est élu membre de l'Académie royale des sciences de Suède.
Dans les années 1750, partisan de la  réforme luthérienne il a systématiquement détruit les traces des anciens cultes finnois et lapons du site de Koli.